# 6. volilna enota (Slovenija)
6. volilna enota je volilna enota v Sloveniji, ki obsega območja občin: Brežice, Hrastnik, Krško, Laško, Metlika, Novo mesto, Sevnica, Trbovlje, Trebnje, Zagorje ob Savi, Črnomelj; sedež enote je v Novem mestu.
Enota je razdeljena na 11 volilnih okrajev:
- 1.  volilni okraj: občina Črnomelj, ki obsega območje krajevnih skupnosti: Adlešiči, Dobliče-Kanižarica, Dragatuš, Griblje, Petrova vas, Semič, Stari trg, Talčji Vrh, Tribuče, Vinica, Butoraj, Griček, Heroja Starihe, Loka in občina Metlika, ki obsega območje krajevnih skupnosti: Božakovo, Dobravice, Drašiči, Grabrovec, Gradac, Jugorje pri Metliki, Lokvica, Metlika, Podzemelj, Radovica, Rosalnice, Slamna vas, Suhor pri Metliki (sedež: Črnomelj);
- 2.  volilni okraj: občine Dolenjske Toplice, Mirna Peč, Šentjernej, Škocjan in Žužemberk ter del občine Novo mesto, ki obsega območja krajevnih skupnosti: Bela cerkev, Birčna vas, Brusnice, Dolž, Gabrje, Podgrad, Stopiče, Šmarjeta in Uršna sela (sedež: Novo mesto).
- 3.  volilni okraj: del občine Novo mesto, ki obsega območja krajevnih skupnosti: Bršljin, Bučna vas, Center, Drska, Gotna vas, Kandija-Grm, Karteljevo, Ločna-Mačkovec, Majde Šilc, Mali Slatnik, Mestne njive, Otočec, Prečna, Regrča vas, Straža, Šmihel in Žabja vas (sedež: Novo mesto).
- 4.  volilni okraj: občina Trebnje, ki obsega območje krajevnih skupnosti: Sela pri Šumberku, Knežja vas, Dobrnič, Svetinja, Dolenja Nemška vas, Veliki Gaber, Čatež, Mirna na Dolenjskem, Mokronog, Račje selo, Šentlovrenc, Šentrupert, Štefan pri Trebnjem, Velika Loka, Trebelno (sedež: Trebnje);
- 5.  volilni okraj: občina Brežice, ki obsega območje krajevnih skupnosti: Artiče, Bizeljsko, Brežice, Čatež ob Savi, Dobova, Globoko, Jesenice, Kapele, Krška vas, Mrzlava vas, Pečice-Križe, Pišece, Sromlje, Šentlenart, Velika Dolina, Zakot- Bukošek-Trnje, Velike Malence, Cerklje ob Krki, Skopice (sedež: Brežice);
- 6.  volilni okraj: občina Krško, ki obsega območje krajevnih skupnosti: Podbočje, Kostanjevica na Krki, Veliki Podlog, Krško Polje, Leskovec pri Krškem, Dolenja vas pri Krškem, Zdole, Krško, Koprivnica pri Brestanici, Raka, Gora, Rožno-Presladol, Senovo, Veliki Trn, Senuše, Brestanica (sedež: Krško);
- 7.  volilni okraj: občina Sevnica, ki obsega območje krajevnih skupnosti: Blanca, Loka pri Zidanem mostu, Sevnica, Studenec, Zabukovje nad Sevnico, Tržišče, Krmelj, Šentjanž, Boštanj, Primož, Bučka (sedež: Sevnica);
- 8.  volilni okraj: občina Laško, ki obsega območje krajevnih skupnosti: Breze, Jagnjenica, Jurklošter, Laško, Marija-Gradec, Radeče, Rečica pri Laškem, Rimske Toplice, Sedraž, Svibno, Vrh nad Laškim, Vrhovo, Zidani most (sedež: Laško);
- 9.  volilni okraj: občina Hrastnik, ki obsega območje krajevnih skupnosti: Turje-Gore, Krnice-Šavna Peč, Podkraj-Spodnji del, Marno, Dol pri Hrastniku, Kal, Boben, Rudnik, Steklarna, Prapretno, Kovk (sedež: Hrastnik);
- 10.  volilni okraj: občina Trbovlje, ki obsega območje krajevnih skupnosti: Trbovlje Čeče, Ivana Kešeta, Fric Keršič, Franc Fakin, Klek, Franc Salomon, Alojz Hohkraut, Trbovlje Center, Dobovec, Zasavje (sedež: Trbovlje);
- 11.  volilni okraj: občina Zagorje ob Savi, ki obsega območje krajevnih skupnosti: Čemšenik, Izlake, Kotredež, Loke-Kisovec, Mlinše-Kolovrat, Podkum, Ravenska vas, Franc Farčnik, Senožeti- Tirna, Šentgotard, Jože Marn, Rudnik-Toplice (sedež: Zagorje ob Savi);